# Jacob Burensköld
Jacob Burensköld född 25 december 1655 i Stockholm, död 12 mars 1738 i Fyllingarum i Ringarums socken, Östergötland, var en svensk friherre, militär och ämbetsman, son till juris professorn, slutligen stadspresidenten Nils Burensköld och Eva Ulfvenklou. Han utmärkte sig flera gånger under skånska kriget, liksom under stora nordiska kriget, framför allt i slaget vid Warszawa 1706.

## Biografi
Han deltog redan 1677 som ryttmästare vid friherre Nils Gyllenstiernas regemente i skånska kriget, Karl XI:s krig mot danskarna. Efter några års utländsk krigstjänst, bland annat hos Malteserorden, på vilkas galärer han kämpade mot turkarna, och i Ungern, där han slogs mot turkarna vid Bratislava och Wien, återvände han 1684 till Sverige och var vid stora nordiska krigets utbrott 1700 major vid Östgöta kavalleri.
Under Karl XII:s polska krig, där han deltog i flera drabbningar, avancerade han till överste och hade just blivit befordrad till generalmajor vid rytteriet, då han 1706 hemskickades för att bli landshövding i Linköping. Samma år upphöjdes han i friherrligt stånd. Burensköld förordnades 1709 till generallöjtnant och började i slaget vid Helsingborg 1710 striden i spetsen för vänstra flygelns kavalleri. Han drev danskarna tillbaka, men blev sedan tillfångatagen. Samma år blev han utväxlad, och förordnades till vice överståthållare i Stockholm, en post han innehade under pesttiden till 1711. Han fick detta år befälet över armén i Västergötland och Bohuslän och tillträdde som generalguvernör i Skåne 1712, i det att han redan 1710 utnämnts till guvernör. År 1716 lämnade han denna befattning. Burensköld instiftade 1726 det stora Burensköldska fideikommisset.
Burensköld deltog vid riksdagarna 1686, 1689, 1697, 1720 och troligen 1726–1727. Under riksdagen 1720 var han ledamot av sekreta utskottet.
Jacob Burensköld ligger begravd i Linköpings domkyrka. I denna grav ligger även Axel Sparre.
På Jacob Burenskölds epitafium kan man läsa följande översatt från latin;
| ” | Här vilar Jacob Burenskjöld, baron, född av den illustra släkten Bureus, vilken ett sannfärdigt rykte förkunnar var en frejdad stridsman med skarpt intellekt. Aktad hemma och utomlands genom sina bedrifter. Utomlands var han befälhavare över ryttararmén väl känd genom segern vid Warszawa. I Sverige först landshövding över Östergötland därefter guvernör över Skåne i båda fallen rättvisans uthållige övervakare hade ingen överman när det gäller rådslag och klipskhet att förutse. Vittne är även Stockholm, en gång rådlöst och härjat av pesten dit kallades han att ta sig an stadens högsta ledning och med Guds hjälp och en gudomlig tur räddade han staden från den rådande förödelsen. Han var alltid fäderneslandet och konungen trogen även in i döden. Du frågar måhända vad han vann genom så många händelser och faror. På jorden är ett förut stort namn inget annat än en liten historia, född 25 december 1655, död 12 mars 1738. Bredvid ser du Elisabeth Appelgrens ben. Hon var baron Burenskjölds trogna maka och följeslagare i döden. Hon glänste med all sin köns prydnader men även detta liksom allt mänskligt har förgåtts. Åt var och en ges en kort tidsrymd men en omättlig efter döden. Detta återstår, född 10 januari 1665, död 2 augusti 1741. | „ |

### Familj
Burensköld gifte sig 21 januari 1694 i Stockholm med Elsa Appelgren (1665–1741), dotter av presidenten Nils Appelgren och Catharina Gyldenklou. De fick tillsammans barnen Mariana Johanna Burensköld (1694–1774) som var gift med generalmajoren Claus Filip von Schwerin, kaptenen Nils Burensköld (1696–1721), kammarherren Fale Burensköld (1697–1733), Jacob Burensköld (född 1699), Anders Burensköld (född 1699), Eva Catharina Burensköld (född 1699) och kammarherren Jakob Henrik Burensköld (1702–1754).